# Cabo Diaz
Cabo Diaz är en udde i Antarktis. Den ligger på Laurie Island  i Sydorkneyöarna. Argentina och Storbritannien gör anspråk på området. 
Terrängen inåt land är kuperad åt sydost, men västerut är den platt. Havet är nära Cabo Diaz västerut. Trakten är obefolkad.